# ベナンの国旗
ベナンの国旗（ベナンのこっき）は、汎アフリカ色（緑・赤・黄）の三色を用いたデザイン。もともと1960年の独立に先がけ、1959年に制定されていた。マルクス主義政権時代の1975年～1990年は緑地に赤い星のデザインの国旗を使用していたが、1990年8月1日より現在のデザインに戻っている。緑は希望を、黄色は富を、赤は勇気を表すとされている。

?ダホメ王国の国旗
?フランス時代の旗
?ダホメ共和国の国旗（1958年-1975年）
?ベナン人民共和国の国旗（1975年-1990年）